# Serghei Bobrov
Serghei Pavlovici Bobrov (rusă Сергей Павлович Бобров) (n. 27 octombrie/8 noiembrie 1889, Moscova, Imperiul Rus – d. 1 februarie 1971, Moscova, RSFS Rusă, URSS) a fost un poet, critic, traducător și matematician rus, unul dintre fondatorii futurismului rusesc.